# 伍斯特学院
伍斯特学院（英語：College of Wooster），创建于1866年，是一所位于美国俄亥俄州乡村小镇伍斯特的私立寄宿制文理学院，以独特的本科导师制独立研究项目而闻名。绵延的山顶校区被繁盛的古老橡树林所环绕，米色的学院哥特式建筑点缀其中。学院的艺术博物馆收藏了不同时代的文物与艺术品，包括一具古埃及木乃伊。九洞高尔夫球场位于校园东侧，毗邻学院的网球场。伍斯特提供近50门主、辅修专业，并拥有与圣路易斯华盛顿大学，凯斯西储大学和杜克大学的联合学位项目。学生亦可以设计属于自己的专业。距离该州州府哥伦布153公里，克利夫兰都会区89公里。

## 历史
伍斯特学院在校学生大约2000名，它由长老宗于1866年创建，意在打造一所面向所有人开放的高等学府，因此其在创办之初即是男女同校的教育机构。建校初期名为伍斯特大学，于二十世纪初期亦拥有一所医学院。校园最初的土地由伍斯特市公民Ephraim Quinby捐赠，坐落在一片古木参天的小山顶上，树龄最早可追溯至1681年。学院并设有专门的树木养护基金。
伍斯特的第一个博士学位于1882年授予女性Annie B.Irish，录取的第一名黑人学生也在同一时期开始学业。在1912年学校的Old Main毁于灾难性的大火后，来自包括安德鲁·卡耐基在内的慷慨捐赠使得数栋崭新的学术建筑从废墟中拔地而起，并从此赋予了伍斯特校园新古典主义的建筑风格。大学于1915年正式更名为伍斯特学院，并有意缩减招生人数，完全致力于对本科生的培养。在1920年代的原教旨-自由派神学论战中，前国务卿William Jennings Bryan抨击伍斯特教授进化论，但时任校长Charles F. Wishart坚定地维护了学院自由独立的学术原则，保留了进化论课程。
学院悠久的历史孕育了了独特的传统：每届毕业生在毕业前一天会在校园的橡树林中种一棵树；第二天的课程亦会在学生用雪把Kauke堂的拱门填满后取消；性少数身份的毕业生们也会在一年一度的薰衣草庆典中得到全校的祝福。成功完成独立研究的学生不但会收到美味的Tootsie Roll，还会收到一个黄色的按钮，上面写着“我做到了”。在每学年的的IS Monday，大四学生会在教务长和苏格兰风笛乐队的带领下欢腾的穿越Kauke堂拱门，去参加随后在Kittredge食堂举办的庆祝晚宴。
2021年春季，伍斯特学院正式启动了对Lowry校园中心的翻新扩建项目，整体工程于2023年完工。整体建筑在保留了原始设计风格的同时，增加了更多的社交，休憩，与办公空间，完成了Lowry中心向多功能一体化学院社区中心的转变。
学校的官方吉祥物是“战斗的苏格兰人”（后更为苏格兰梗Archie)，非官方吉祥物是黑色的松鼠和狗。伍斯特学院是俄亥俄五校联盟创始成员之一。自2021年4月，学院的捐赠基金约4.04亿美元。

## 学术
学院的独立研究项目(Independent Study program, I.S.)由学院第七任校长Howard Lowry于1947年启动，如今已成为其他学术机构的榜样。高年级的学生们会在教授的单独指导下，针对自己的专业领域进行深入的研究。完成的书面论文的长度通常为50-100页，并需要在学术委员会面前进行答辩。
得益于严谨的学术氛围和优质的独立研究项目，伍斯特学院的博士产出率在全美名列前茅(No.4 in 2020)。其化学、地质、生物、考古及哲学等科系在同类文理学院中具有顶尖水准，是为数不多的，理科较为强势的文理学院之一。
学院是占地五十六英亩的Fern Valley自然保护区的所有者，这条坐落于阿米什社区旁的原生态溪谷由数条支流开凿而成，用于生物、地质等学科的田野实践，并常年对公众开放。坐落于Scovel堂的地球科学系运营着该校的树轮年代学实验室，一座并入地区网络的地震台，以及丰富的的沉积学、古生物学和矿物学收藏。大量专业藏书也是小型学院中异常完善的。值得一提的是该系的X射线荧光光谱仪和X射线衍射仪使得伍斯特成为少数几个提供这套昂贵研究设备的学术机构之一，用于进行对岩石、土壤及文物等的成分分析。于2018年落成的Ruth W. Williams Hall耗资四千万美金，提供了化学-生命科学交互发展的集成空间，设有恒温生态箱、标本陈列室、多单元温室，以及核磁共振波谱仪等大型科研设施。伍斯特同时也是全美最早，以及仅有的几所开设本科考古专业的文理学院之一。学院的Freedlander剧院是全美唯一的轻歌剧公司“俄亥俄轻歌剧”的所在地，每年会举办数场戏剧、舞蹈及音乐会，其闹鬼的传说亦时有耳闻。
学院拥有三座落成于不同年代的图书馆，和一个位于音乐学院内的分支机构，总藏书量近百万。亦提供CONSORT系统的跨校借阅服务。成立于1930年代的伍斯特艺术博物馆常年致力于艺术的教学、研究和展览。内部设施包括两间小型画廊，教学和工作空间，以及保存学院珍贵绘画、工艺品和文物永久收藏的地库。

### 声誉
伍斯特是前《纽约时报》教育专栏作家洛伦·普柏著作《改变人生的大学》中提及的四十所最好大学之一。伍斯特学院以其优秀的本科生研究计划项目被美国新闻与世界报道评为“2020年最佳大学”，也是唯一两所在过去连续18年都榜上有名的学校，另外一所是普林斯顿大学。

## 著名校友
- 卡尔·泰勒·康普顿，美国物理学家，麻省理工学院校长
- 阿瑟·霍利·康普顿，美国物理学家，因发现展示电磁辐射粒子性的康普顿效应而于1927年获得诺贝尔物理学奖，曼哈顿计划成员，圣路易斯华盛顿大学校长
- 海伦·默里·弗里，美国化学家，以其对糖尿病等疾病自检系统的创新性的革新而闻名，美国化学学会会长
- 郭秉文，教育家，中国高等教育事业的先驱，中国现代大学的开创者，于1908年受庚子赔款奖学金资助入读伍斯特
- 唐纳德·科恩，美联储副主席
- 斯坦利·高尔特，固特异集团董事长

## 画廊

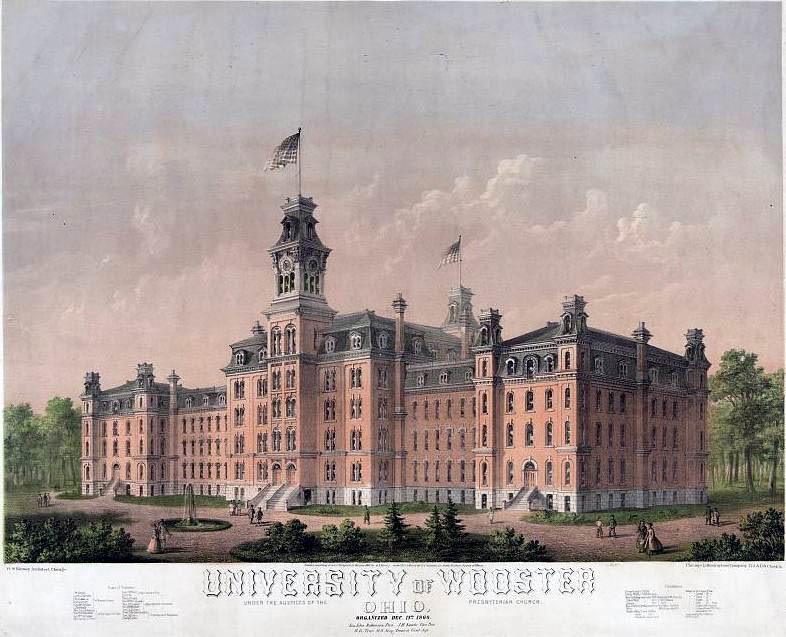
1867年的伍斯特学院
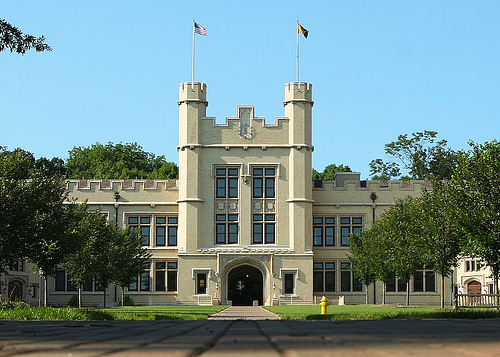
主教学楼

## 相關新聞
- 美國的每日醫學網報導中提到俄亥俄州的伍斯特學院進行一項研究，男性遇到新歡時，射精會量好質精[7]

## 延伸阅读
- James R. Blackwood, The House on College Avenue: the Comptons at Wooster, 1891-1913 (Cambridge, Mass.: M.I.T. Press,  1968).
- Lucy Lilian Notestein, Wooster of the Middle West (Kent, Ohio: Kent State University Press,  1971).